# キイロクシケアリ
キイロクシケアリ（Myrmica rubra）はクシケアリ属 Myrmica のアリの一種。

## 概要
旧北区のひろい範囲で見られ、イングランド・ポルトガルから中央アジア・シベリアまでの地域で記録がある。日本では北海道などから報告があるが、これは誤同定である可能性が指摘されている。北米にも導入されており、有害な外来種として認識されている。湿地に多く見られるが、人為的な攪乱地にも分布する。一般に多女王制（英語: polygyne）のコロニーを形成し、多巣性（英語: polydomy）を示す場合もある。